# Arancón
Arancón ist ein Ort und eine aus mehreren Weilern (pedanías) bestehende Gemeinde (municipio) mit insgesamt nur noch 76 Einwohnern (Stand: 2024) in der Provinz Soria im Osten der autonomen Gemeinschaft Kastilien-León in Spanien. Die Gemeinde gehört zur bevölkerungsarmen Serranía Celtibérica.

## Lage und Klima
Die sechs Dörfer bzw. Weiler der Gemeinde Arancón liegen ca. 25 km (Fahrtstrecke) östlich der Provinzhauptstadt Soria in Höhen von ca. 1050 bis 1150 m; bis nach Madrid sind es etwa 255 km in südwestlicher Richtung. Das Klima ist gemäßigt bis warm; Regen (ca. 585 mm/Jahr) fällt übers Jahr verteilt.

## Bevölkerungsentwicklung
| Jahr      | 1857 | 1900 | 1950 | 2000 | 2019 |
| Einwohner | 207  | 234  | 265  | 118  | 88   |

Die zunehmende Mechanisierung der Landwirtschaft sowie die Aufgabe bäuerlicher Kleinbetriebe und der daraus resultierende Verlust an Arbeitsplätzen hätten in der zweiten Hälfte des 20. Jahrhunderts zu einem noch deutlicheren Rückgang der Bevölkerungszahl geführt, wenn nicht in den 1970er Jahren zwei Dörfer der Umgebung (Calderuela und Cortos) eingemeindet worden wären.

## Wirtschaft
Grundlage des Lebens und Überlebens der jahrhundertelang als Selbstversorger lebenden Bewohner der sechs Dörfer der heutigen Gemeinde war und ist die Landwirtschaft, zu der auch in geringem Umfang die Viehzucht gehört. Der Tourismus spielt kaum eine Rolle.

## Geschichte
In römischer Zeit lag der damals wahrscheinlich noch nicht existierende Ort an der Verbindungsstraße zwischen Saragossa (Caesaraugusta) und Burgo de Osma (Uxama Argaela) bzw. Astorga (Asturica Augusta). Westgoten und Mauren haben keine Spuren auf dem Gebiet der Gemeinde hinterlassen. Das 11. Jahrhundert ist gekennzeichnet durch die christliche Rückeroberung (reconquista) und Wiederbesiedlung (repoblación) der Gegend, die später gleichermaßen vom Königreich Aragón und von Kastilien beansprucht wurde. Im 19. Jahrhundert wurden Nieva, La Omeñaca und Tozalmoro eingemeindet; im Jahr 1972 folgten Calderuela und Cortos.

## Sehenswürdigkeiten
Arancón

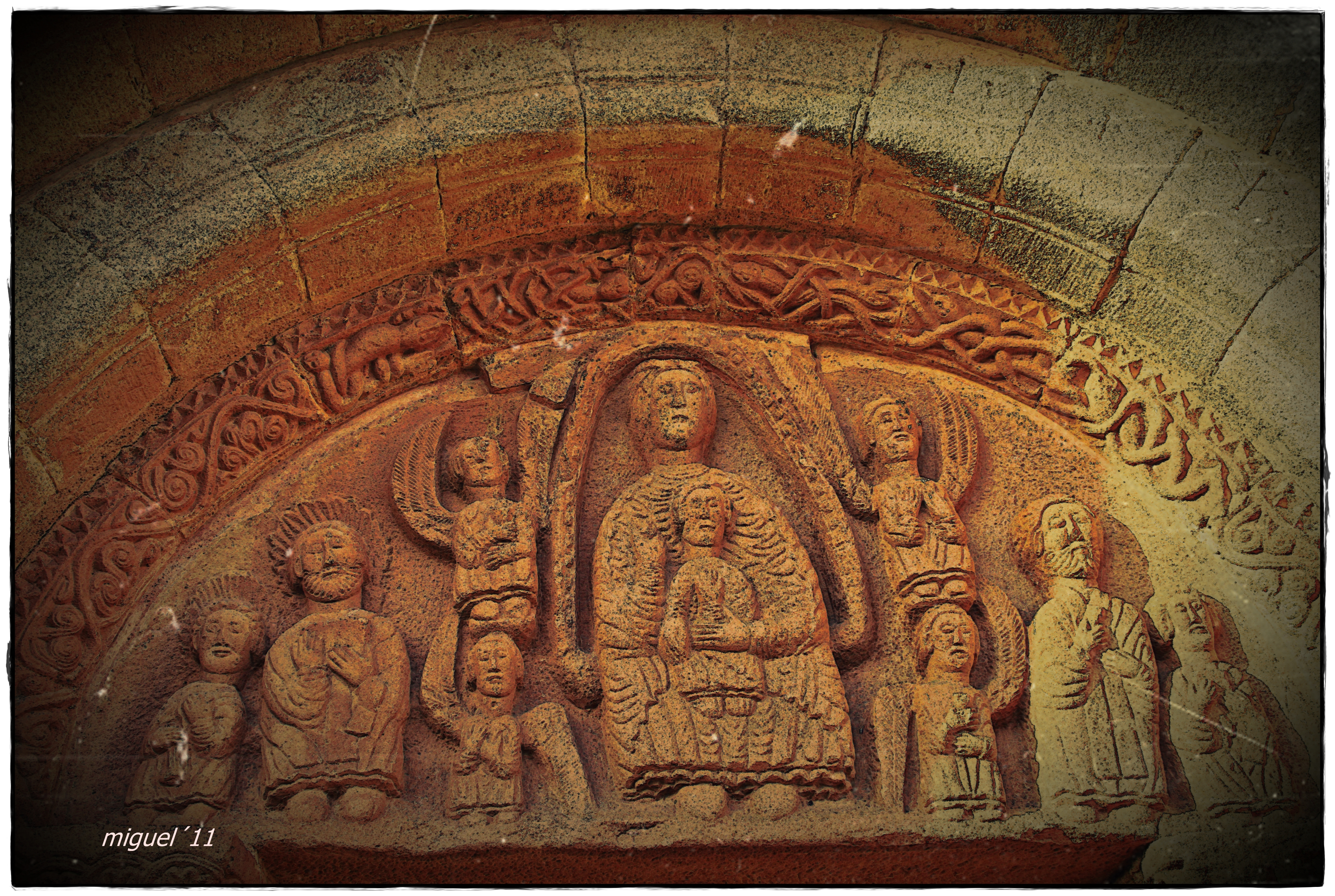
Tozalmoro – Tympanon der Kirche San Juan Bautista

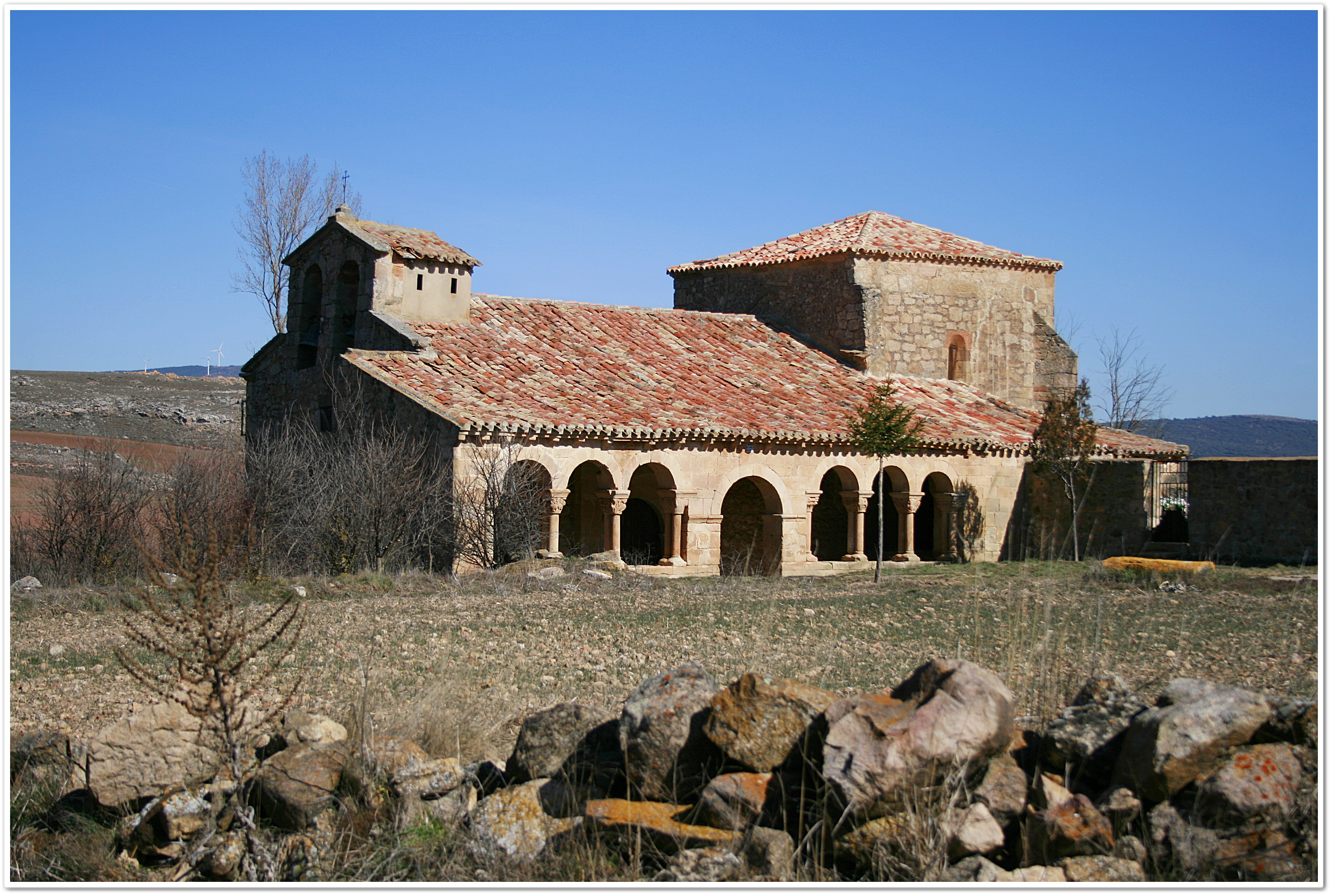
Omeñaca – Kirche Nuestra Señora de la Concepción

- Zwei römische Meilensteine (milliarien) sind heute in einem öffentlich zugänglichen Garten bei der Kirche aufgestellt. Sie wurden im Mittelalter beim Bau der Fundamente einer inzwischen erneuerten Brücke verwendet.[4]
- Die romanische Pfarrkirche Nuestra Señora de la Asunción aus dem 13. Jahrhundert ist der Himmelfahrt Mariens geweiht und wurde im 18. Jahrhundert grundlegend überarbeitet. Im barock gestalteten Kircheninneren befindet sich der Taufstein (pila bautismal) des Vorgängerbaus.[5]
- Die bereits im Mittelalter genutzte Quelle La rana ("Der Frosch") hat eine neuzeitliche Einfassung.

Tozalmoro
- Die aus exakt behauenen Steinen gemauerte Apsis der romanischen Kirche San Juan Bautista ist außen durch Dreiviertelsäulen gegliedert und endet unterhalb der Dachtraufe in einem figürlichen Konsolenfries mit aufruhendem Röllchenfries. Die schmuck- und portallose Westseite wird von einem Glockengiebel (espadaña) dominiert. Eigentliches Prunkstück der Kirche ist das leicht aus der Wandflucht hervortretende Südportal, dessen Tympanonfeld eine sehr ‚primitiv‘ gestaltete Gottesmutter vom Typus der Sedes sapientiae in einer von vier Engeln begleiteten Mandorla zeigt; links und rechts davon finden sich jeweils zwei weitere Figuren. Der Kapitellschmuck zeigt Figuren in ähnlichem Stil. Interessant ist auch die als unregelmäßiges Flechtband gestaltete Stirnseite der inneren Archivolte, die außen von einem Diamantstab gerahmt wird.[6]

Omeñaca

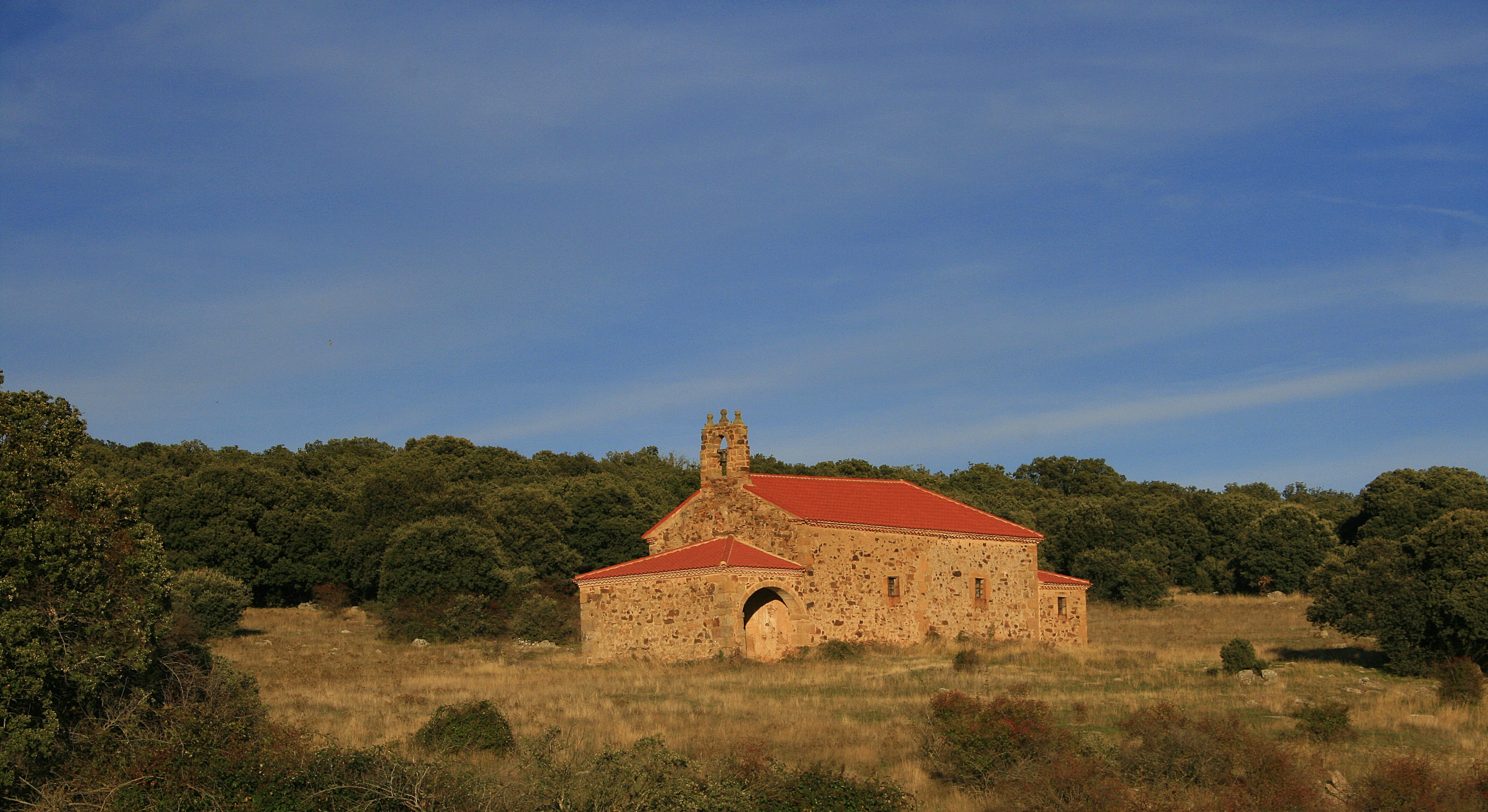
Cortos – Ermita de la Soledad

- Die einschiffige romanische Kirche Nuestra Señora de la Concepción ist der Empfängnis Mariens geweiht und beeindruckt durch ihren mächtigen Vierungsturm und durch ihre Vorhalle (portico) auf der Südseite. Deren Doppelsäulen zeigen überwiegend vegetabilisch gestaltete Kapitelle, doch auch einige ‚primitive‘ Figuren sind zu sehen.[7][8]

Cortos
- Die Kirche San Esteban wurde im 16./17. Jahrhundert aus Bruchsteinen erbaut; lediglich die Ecksteine sind exakt behauen. Sie überrascht durch ihre Größe. Alle Fenster und auch zwei Schallöffnungen des querrechteckigen Glockenturmes wurden später aus statischen Gründen zugemauert. Der Turm schließt mit vier Eckbalustern.
- Bei der außerhalb des Ortes stehenden Ermita de la Soledad aus dem 16./17. Jahrhundert scheint es sich um eine ehemalige Kirche oder Friedhofskapelle gehandelt zu haben, denn auf einem Feld in der Nähe befinden sich mehrere Steinkreuze.